# Odin Biron
Odin Lund Biron, né le 5 octobre 1984 à Duluth (Minnesota), est un acteur américain. Il est moins connu aux États-Unis qu'en Russie, où il a joué le rôle du Dr Phil Richards  dans le sitcom russe se passant dans le milieu médical, Les Internes et le rôle principal de Tchaïkovski dans le film de Kirill Serebrennikov, La Femme de Tchaïkovski (2022).

## Biographie
Il naît à Duluth et grandit dans la campagne du Minnesota, puis à Ann Arbor (Michigan), chez sa mère après le divorce de ses parents,. Il étudie à l'université du Michigan, et au cours d'un programme d'échange il étudie aussi aux cours du théâtre d'art de Moscou et il est invité à rejoindre les cours, ce qui est inhabituel, pendant le reste de l'année,. Il déclare que la Russie l'a toujours fasciné et il se met à prendre des leçons de russe,,. Il reste finalement jusqu'à la fin du cycle et gagne même un prix pour son diplôme de sortie,, interprétant Hamlet dans une production qui est montée aussi au Baryshnikov Arts Center de New York,. Il attire l'attention du centre Gogol et de Viktor Ryjakov du centre Meyerhold. Il travaille de 2009 à 2013 dans la troupe du théâtre Satiricon de Moscou. Il obtient un titre de résident à Moscou en 2013.
Il demeure à Moscou de 2016 à 2022, travaillant au centre Gogol, et déménage ensuite à Berlin.

## Filmographie

### Cinéma
| Année | Titre                             | Rôle                        | Notes |  |
| ----- | --------------------------------- | --------------------------- | ----- |  |
| 2009  | Rokery                            |                             |       |  |
| 2013  | Les Pelmeni                       | Alex                        |       |  |
| 2014  | Spirale                           | Sacha, l'assistant de Iakov |       |  |
| 2015  | 12 Mois: un nouveau conte de fées | Iyoul                       |       |  |
| 2017  | Maximum Impact                    | P.B. Floyd                  |       |  |
| 2022  | Petrópolis                        | Philip Graham               |       |  |
| 2022  | La Femme de Tchaïkovski           | Tchaïkovski                 |       |  |

### Télévision
| Année     | Titre                | Rôle                  | Notes                |
| --------- | -------------------- | --------------------- | -------------------- |
| 2010      | Ivan le Terrible     | l'ambassadeur anglais |                      |
| 2010      | La Capitale du péché | le prince Max         |                      |
| 2011-2016 | Les Internes         | Dr Phil Richards      |                      |
| 2019      | Soderjanki           | Vassili               |                      |
| 2020      | Les Optimistes 2     | Phillip Bradley       |                      |
| 2022      | Le Dernier Ministre  | Edward Snowden        | Episode: "Citizen X" |
| 2022      | Caramora             | Arthur                |                      |